# MCR-1

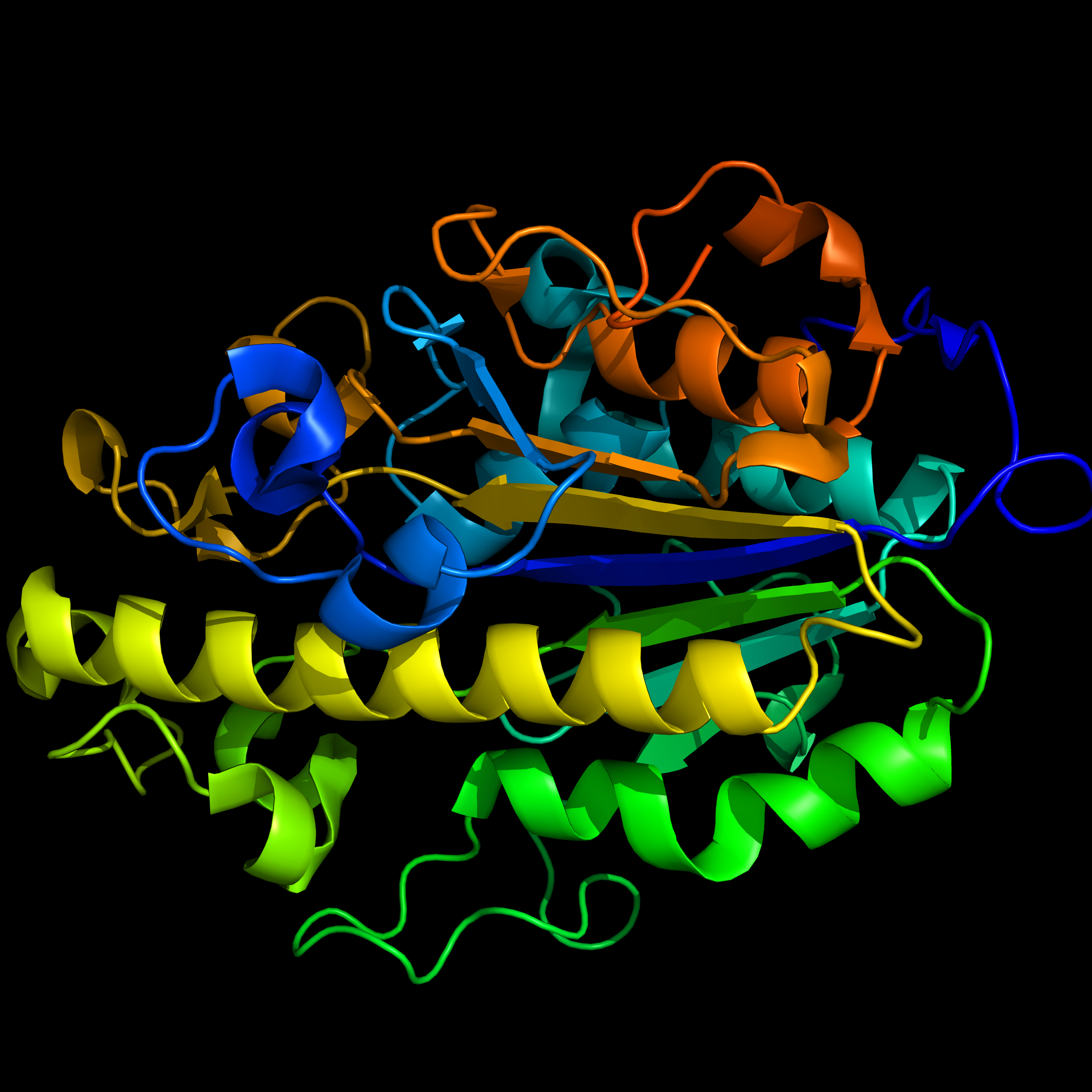
Modelo animado de MCR-1,

MCR-1 es un mecanismo genético por el cual el gen mcr-1 confiere resistencia a colistina, siendo el primer mecanismo conocido de transmisión relacionada con plasmidio. El mecanismo fue descubierto en una cepa de E.coli (SHP45) en un cerdo de China en noviembre de 2015, hallándose posteriormente en muestras humanas de Malasia, Inglaterra, China, Europa y Estados Unidos. MCR-1 es el primer mecanismo de resistencia para colistina de transferencia horizontal mediada por plásmido. En el 2017 ya se había reportado su presencia en al menos treinta países de los cinco continentes.